# Petersophlebia insularis
Petersophlebia insularis is een haft uit de familie Leptophlebiidae. De wetenschappelijke naam van de soort is voor het eerst geldig gepubliceerd in 1973 door Demoulin.
De soort komt voor in het Afrotropisch gebied.